# Ivan Sirko
Ivan Sirko (în ucraineană: Іван Сірко,  aprox. 1610 – 1680) a fost un lider al cazacilor, ataman al armatei cazacilor din Zaporojia și presupusul autor al „Răspunsului cazacilor zaporojeni”, care l-a inspirat pe Ilia Repin să picteze un tablou vestit. 

## Biografie
Ivan Sirko s-a născut în stanița Merefa în apropierea orașului ucrainean Harkiv. În 1654 a venit în Siciul Zaporojean și a devenit „polcovnic” (colonel), iar în 1659, împreună cu cneazul rus Alexei Trubețkoi,  a luptat împotriva Hanatului Crimeii. În 1663, Ivan Sirko a devenit ataman al Armatei Zaporojene și, în alianță cu Marele Cnezat al Moscovei, a câștigat mai multe bătălii împotriva Poloniei, tătarilor și hatmanului Petro Doroșenko. 
A fost primul ataman cazac care a angajat militari calmîci în trupele sale. În ciuda orientării sale clare pro-moscovite, el nu a avut încredere și chiar l-a urât pe hatmanul pro-sus Ivan Briuhovețki. În 1668, această rivalitate l-a făcut pe Sirko să schimbe pentru scurtă vreme taberele și să lupte alături de Petro Dobroșenko împotriva „boierilor și voievozilor moscoviți”, dar, în 1670, el a jurat din nou credință țarului Alexei Mihailovici. Mai târziu, el a condus cazacii care au cucerit fortăreața Oceakiv, care fusese până atunci sub controlul Imperiului Otoman și a declanșat lupta împotriva lui Doroșenko. 
După moartea lui hatmanului  Demian Mnohohrișni în 1672, Sirko a intrat în lupta pentru titlul de hatman, dar în schimb a fost trimis de țar la Tobolsk, în Siberia. În 1673 s-a reîntors în Ucraina și a reluat lupta împotriva turcilor și a cucerit fortăreața Arslan. Cazacii zaporojeni au reușit să învingă forțele otomane într-o mare bătălie în 1675. Cu toate aceste, sultanul Mehmed al IV-lea a cerut zaporojenilor să accepte suzeranitatea turcească. Se povestește că, la îndemnul Ivan Sirko, cazacii au răspuns într-un mod absolut nediplomatic: au scris o scrisoare plină de insulte și blasfemii. 
Ivan Sirko a devenit după moartea sa unul dintre cei mai populari atamani din istoria Ucrainei, devenind unul dintre eroii a numeroase mituri, cântece și poeme populare.